# Monument de l'Indépendance (Azerbaïdjan)
Pour les articles homonymes, voir Monument de l'Indépendance.

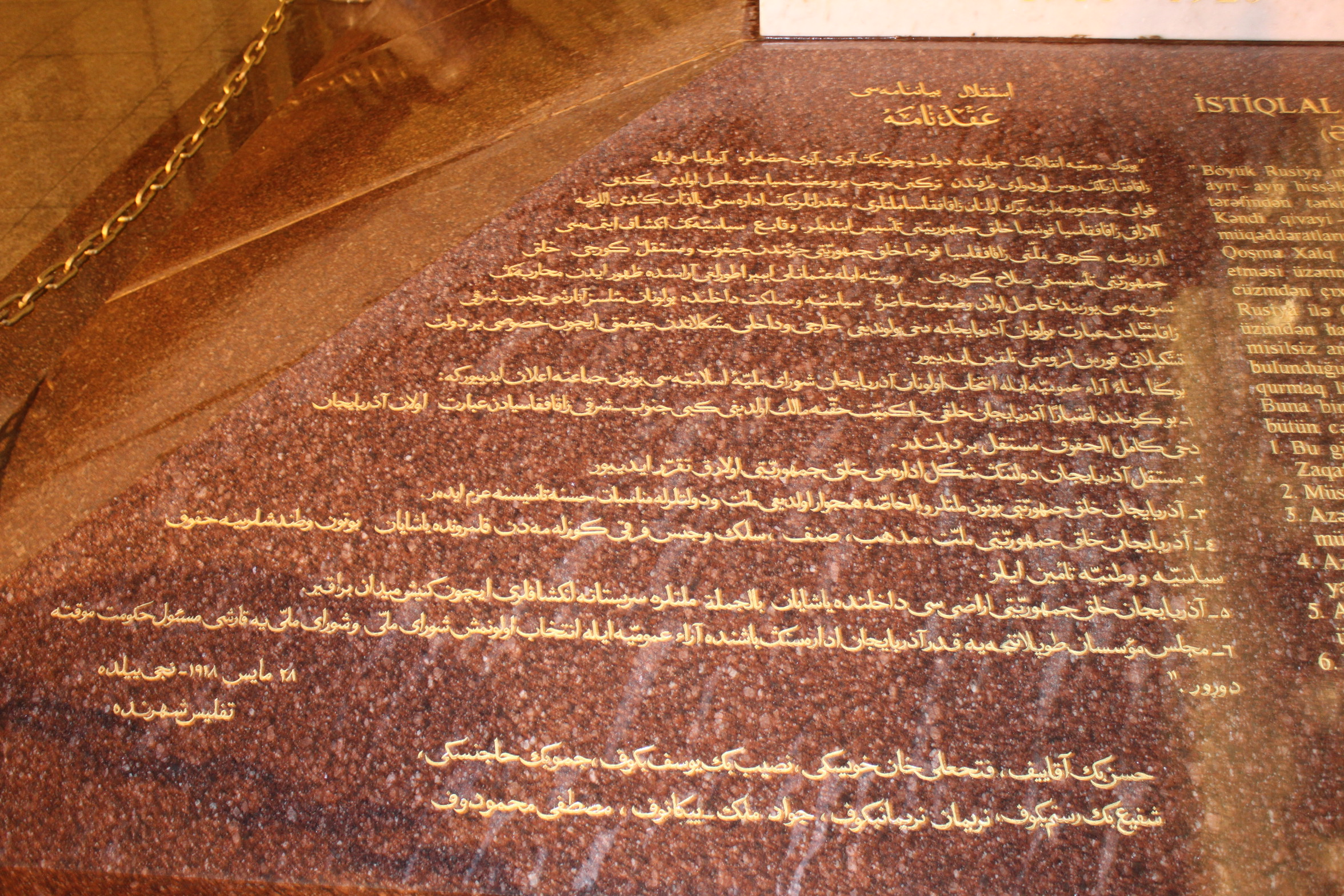
Le monument de l'Indépendance

Le monument de l'Indépendance ou le monument érigé à la gloire de la République démocratique d’Azerbaïdjan est situé dans la capitale azerbaïdjanaise, Bakou, sur la rue Istiglaliyyat. Le monument a été construit en l'honneur de la déclaration d'indépendance de la République démocratique d'Azerbaïdjan, proclamée par le Conseil national d'Azerbaïdjan le 28 mai 1918 à Tbilissi,.

## Histoire
Le 18 décembre 2006, le président azerbaïdjanais, Ilham Aliyev a signé une disposition sur la création du Musée de l'Indépendance et du Monument de l'Indépendance à Bakou. La cérémonie d'ouverture du Monument de l'indépendance de l'Azerbaïdjan a eu lieu avec la participation du Président de la République d'Azerbaïdjan Ilham Aliyev, le 25 mai 2007 à Bakou.